# 오에이의 난
오에이의 난(일본어: 応永の乱)은, 일본 무로마치 시대(室町時代)인 오에이(応永) 6년(1399년)에, 스오의 슈고 다이묘(守護大名) 오우치 요시히로(大内義弘)가 무로마치 막부에 맞서 일으킨 반란이다.

## 배경
일본 무로마치 막부(室町幕府)의 쇼군(将軍)은 유력 슈고 다이묘들의 연합으로 옹립된 존재였고, 그 권력은 약체였다. 3대 쇼군 아시카가 요시미쓰(足利義満)는 쇼군 권력을 강화하기 위해 하나노고쇼(花の御所)를 짓고 권세를 보였으며, 직할군인 호코슈(奉公衆)를 증강하였다.
또한 요시미쓰는 유력 슈고 다이묘들에 대한 약체화를 도모하여 고랴쿠(康暦) 원년(1379년) 호소카와 씨(細川氏)와 시바 씨(斯波氏) 사이의 대립을 이용하여 간레이(管領) 호소카와 요리유키(細川頼之)를 실각시키는 고랴쿠 정변(康暦の政変)을 일으켰다. 고오(康応) 원년(1389년)에는 도키 야스유키(土岐康行)를 도발하여 거병하도록 부추켰다(도키 야스유키의 난).
그리고 메이토쿠(明徳) 2년(1391년) 11개 구니의 슈고들로 이루어진 ‘로쿠분노이치도노’(六分の一殿)라 불리는 대세력이었던 야마나 씨(山名氏)를 분열시키고, 야마나 도키아키(山名時熙)와 우지유키(氏之) 형제를 일족인 우지키요(氏清)와 미쓰유키(満幸)를 시켜 치도록 하여 몰락시켰다. 나아가 도키아키와 우지유키를 사면하고 우지키요와 미쓰유키를 도발시켜 거병하도록 유인한 다음 그들을 멸망시켜 버렸다. 야마나 씨는 3개 구니만 남게 되었다. 이를 메이토쿠의 난(明徳の乱)이라고 한다.

### 슈고 다이묘 오우치 씨
당시 스오의 슈고 다이묘였던 오우치 씨(大内氏)는 한반도 고대 왕조인 백제의 성명왕(聖明王)의 아들(이라는 전승이 있는) 임성태자(琳聖太子)를 그들 가문의 조상이라 칭하며, 스오에 토착한 무사로써 가마쿠라 막부(鎌倉幕府)의 고케닌(御家人) 집안과도 연결되어 있었고, 남북조 시대의 동란에서는 남조(南朝)에 붙었다가 후에 다시 북조(北朝)로 돌아서서 규슈(九州)의 기쿠치 씨(菊池氏) 등과 싸웠으며, 막부로부터 스오(周防)・나가토(長門)・이와미(石見) 등지의 슈고직으로 임명되었다.
당주 오우치 요시히로는 규슈 단다이(九州探題) 이마가와 료슌(今川了俊)을 따라 종군하여 규슈의 남조 세력과 오랜 기간 동안 전투를 벌였고, 부젠(豊前)의 슈고직도 더 받았다. 메이토쿠의 난에서는 크게 분전하여 무공이 두드러졌으며, 이즈미(和泉)・기이(紀伊)의 슈고직을 받았다. 또한 남북조 합일을 알선한 공적도 있었으며, 아시카가 일문으로부터의 대우도 두터웠다.
요시히로는 자신의 본거지가 한반도 및 중국 대륙과도 가깝다고 하는 지리적인 이점도 살려, 조선과의 교역을 통해 부를 쌓기도 하였다. 요시히로는 조선의 요청으로 당시 한반도 및 중국 해안을 약탈하던 왜구(倭寇)에 대한 금압에 힘썼으며, 자신의 조상이 백제의 왕자임을 조선에 내세우며 조선에 봉지를 하사해줄 것을 요구하는 등 조선과의 연고도 가지고 있었다.
이렇듯 스오・나가토・이와미・부젠・이즈미・기이 6개 구니의 슈고를 겸하고 교역을 통한 재력도 가지고 있는 강대한 세력이었던 오우치 씨의 존재는 쇼군 전제 권력의 확립을 목표로 하는 요시미쓰에게 있어서는 경계의 대상이 되어갔다.

### 요시미쓰와 요시히로의 대립
오에이 원년(1394년) 요시미쓰는 쇼군직을 자신의 적남 요시모치(義持)에게 넘겨주고 자신은 태정대신(太政大臣)의 지위에 올랐다. 물론 실권은 그대로 요시미쓰가 장악하고 있었다. 오에이 2년(1395년)에는 태정대신직을 사임하고 출가하여 도의(道義)라는 법명으로 자처하였다. 여러 다이묘(大名), 구게(公家)들은 저마다 이를 따라 출가하였으며, 요시히로 역시도 출가를 택하였다.
이 무렵까지는 요시미쓰와 요시히로의 관계는 양호하였으나, 오에이 4년(1397년) 요시미쓰가 저택 호쿠잔다이(北山第)를 짓기 시작하면서 여러 다이묘들에게 인력 공출을 요구하였는데, 다이묘들 가운데 요시히로만은 「무사는 (쇼군의 저택이나 지을 인력이 아니라) 활과 화살을 가지고 봉공하는 자」라며 이를 듣지 않았고, 요시미쓰의 심기를 건드렸다. 그해 말에 요시히로는 쇼니 씨(少弐氏)에 대한 토벌을 명받았는데, 지쿠젠(筑前)에서의 전투에서 동생 미쓰히로(満弘)가 전사하였음에도 그 아들에 대한 은상 처리가 없는 것에 대해 불만을 품었고, 또한 '요시미쓰가 뒤로 쇼니 씨와 기쿠치 씨에게 요시히로를 치라는 밀명을 내렸다'는 소문까지 나돌고 있는 것에 분개하고 있었다. 또한 오에이 5년(1398년)에 일본으로 온 조선 통신사들로부터 요시히로가 막대한 물품을 받았다는 것을 시바 요시유키(斯波義将) 등이 「요시히로가 조선으로부터 뇌물을 받았다」고 요시미쓰에게 참언하였으며, 요시히로는 이를 전해 듣고 격노한다. 명으로부터 일본국왕으로 책봉을 받으면서까지 조선이나 명과의 교역을 추진하고 있던 요시미쓰에게 있어서도 조선과 강한 연계를 가지고 있는 요시히로의 존재는 눈엣가시였다.
요시미쓰는 번번이 요시히로에게 교토로 올 것을 재촉하였는데, ‘쇼군이 요시히로가 가진 이즈미, 기이의 슈고직을 박탈하려 한다’, ‘요시히로는 상경하는 대로 주살될 것이다’라는 소문이 나돌아 요시히로는 불안해하였다. 초조해하던 요시히로는 가마쿠라 구보(鎌倉公方) 아시카가 미쓰카네(足利満兼)와 밀약을 맺었다. 이 밀약을 중개한 것은 이마가와 료슌이었다. 당시 료슌은 요시미쓰에 의해 일방적으로 규슈 단다이 직에서 해임되고 도토미(遠江)・스루가(駿河) 반국 슈고(半国守護)로 좌천되어 있었다. 나아가 요시히로는 앞서 도키 야스유키의 난에서 몰락했던 미노(美濃)의 도키 아키타다(土岐詮直)나 메이토쿠의 난에서 멸망당한 야마나 우지키요의 적남인 미야다 도키키요(宮田時清), 오미의 교고쿠 히데미쓰(京極秀満)나 히에이 산(比叡山)・고후쿠지(興福寺)의 주도(衆徒, 승병), 구스 씨(楠氏)・기쿠치 씨(菊地氏) 등, 옛 남조 세력들과도 연계하여 거병을 결정하게 된다.

## 경과

### 거병

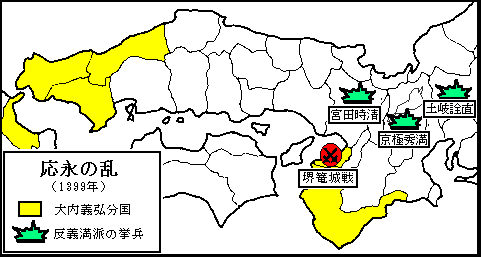
오에이의 난 경과

오에이 6년(1399년) 10월 3일, 오우치 요시히로는 군세를 거느리고 이즈미 사카이(堺) 포구에 도착했고, 가신 히라이 신자에몬(平井新左衛門)을 교토로 들어가게 하였으나 그 자신은 가지 않았다. 요시미쓰에게는 '오우치 요시히로가 모반하였다'는 소문이 전해졌다.
요시미쓰는 세이겐인(青蓮院)의 몬제키(門跡)인 손도 법친왕(尊道法親王)에게 출사한 이요 호안(伊予法眼)을 사카이로 보내어 요시히로에게 상경을 재촉하였으나, 요시히로는 ‘내 뜻에 맞지 않는 점이 있다’며 교토로 오라는 명령에 응하지 않았다. 10월 27일, 요시미쓰는 선승 젯카이 츄신(絶海中津)을 사자로 사카이로 파견하였다.
요시히로는 일문의 중신들과 대응 문제를 내담하였다. 동생인 히로시게(弘茂)는 윗전의 뜻에 따라 교토로 상경하자고 주장했고, 히라이 비젠 뉴도(平井備前入道)도 교토의 막부에 대해 공순의 뜻을 보여야 한다고, 그러지 않으면 조적(朝敵)이 되어 집안이 멸망할 것이라고 요시히로를 설득하였다. 한편으로 스기 분고 뉴도(杉豊後入道)는 쇼군은 오우치를 멸망시키려 하고 있다며 항전을 주장하였다.
요시히로는 젯카이 츄신과 면담하였다. 츄신은 "쇼군이 요시히로를 멸망시키려 한다는 뜬소문을 믿지 말고 상경하여 쇼군케에 사죄해야 한다"고 요시히로를 설득하였다. 요시히로는 "나는 쇼군케로부터의 은혜가 깊은 사람"이라고 감사하면서도 자신이 규슈 단다이 이마가와 료슌을 따랐던 규슈 지역에서의 전투, 메이토쿠의 난, 남북조 합일, 쇼니 씨 퇴치에서 세운 공적들을 나열하고, 그런 무수한 공적들에도 불구하고 쇼군케는 오우치로부터 이즈미와 기이를 거두어 갔으며, 앞서 쇼니와의 전쟁에서 전사한 동생 미쓰히로의 아들(즉 요시히로의 조카)에 대한 은상도 이루어지지 못하고 있다는 불만을 토로하였다. 젯카이 츄신은 요시히로의 충절은 숨기거나 가릴 수 없다며, 요시히로가 세간에 떠도는 뜬소문을 믿을 리가 없고, 또한 미쓰히로의 아들에 대한 은상이 없는 것은 요시히로가 교토로 상경하지 않았기 때문에 관련 논공행상이 제대로 이루어지지 않은 것, 이라며 거듭 상경을 재촉하였다. 이에 대해 요시히로는 정도(政道)를 간언하기로 간토(가마쿠라 구보 아시카가 미쓰카네)와 한 마음이 되었는데 이제 와서 상경하는 것은 앞서 한 약속을 저버리는 것이며, 내달 2일에 간토와 함께 교토로 상경할 것이라고 선포했다. 사실상의 선전포고였다. 결국 젯카이 츄신은 요시히로에 대한 설득을 단념하고 교토로 돌아왔다.
일본의 군키모노가타리(軍記物語) 《오에이키》(応永記) 등에 묘사되어 있는 오우치 요시히로의 모습은 그것이 반드시 실제 흐름에 준거했다고는 단언할 수 없다. 이때 이미 간토의 가마쿠라 구보 아시카가 미쓰카네로부터 요시히로 앞으로 고후쿠지에 대해 결기할 것을 재촉하는 어교서(御教書)가 보내져 있었는데, 실제 어교서가 고후쿠지에 전해진 것은 11월 4일이었다. 사카이와 나라(奈良) 사이의 거리를 생각해보더라도 이 서장이 사카이를 출발한 것은 요시히로와 젯카이 츄신과의 회담이 있고도 며칠이 지나서였을 것으로 생각되며, 요시미쓰가 실제로 요시히로 토벌군을 발발시키기까지, 요시히로의 마음 속에는 '쇼군 요시미쓰와 싸울 것인가 말 것인가'를 두고 복잡하게 고민이 있었을 가능성도 높다.
젯카이 츄신으로부터 보고를 받은 요시미쓰는 10월 28일에 요시히로 토벌을 명하는 치벌어교서(治罰御教書)를 내렸다. 즉각 호소카와 요리모토(細川頼元), 교고쿠 다카아키라(京極高詮), 아카마쓰 요시노리(赤松義則)의 선발대 6천여 기(騎)가 교토의 요도(淀)에서 이즈미를 향해 출발하였다. 11월 8일, 요시미쓰 자신도 2천여 기를 거느리고 도지(東寺)에 진을 쳤다. 11월 14일, 요시미쓰는 하치만(八幡)까지 진격하였고 간레이 하타케야마 모토쿠니(畠山基国)와 전임 간레이 시바 요시마사가 거느린 주력 3만 기가 이즈미로 향하였다.
오우치 요시히로는 효조(評定)를 열어 작전을 의논하였다. 동생인 히로시게는 성을 구축하고 이즈미, 기이에 할거해 버티자는 계책을 제안하였다. 스기 분고 뉴도는 기선을 제압하여 배로 아마자키(尼崎)에 상륙해 하치만의 군진으로 돌진해 결전하자고 주장하였다. 애초부터 요시히로의 이번 거병이 결국 요시히로 자신과 오우치 일문을 모반자로 만들 것이라고 두려워했던 히라이 비젠 뉴도는 출전은 무익하다며 농성전을 제안하였다. 요시히로는 이 계책을 택했다.
요시히로는 목재를 모아오게 해서 정루(井楼) 48채와 망루 1000여 채를 지어서 사카이에 너비 18정(町)에 달하는 강고한 성채를 구축하고, “백만 기의 군세를 몰아온다 하여도 이 요새를 부술 수는 없을 것이다”라고 호언하였다. 한편으로 요시히로는 전사를 각오하고 일찍이 자신이 귀의해 있던 승려들을 초청해 미리 자신의 장례 법요(法要)를 집전하도록 하였다. 또한 스오에 두고 온 어머니에게 유품과 유언을 전하고, 동생 모리하루(盛見)에게는 분국(分国)을 굳게 지키라고 전했다. 요시히로를 따랐던 자들도 저마다 모두 전사를 각오하였다.

### 공성전
막부군 3만여 기가 사카이를 포위하고, 해상으로는 시코쿠(四国)・아와지(淡路)의 가이조쿠츄(海賊衆) 100여 척이 봉쇄하였다. 요시히로는 가와치국(河内国)의 모리구치 성(森口城)에서 싸우고 있던 스기 쿠로(杉九郎)와 가모야마(鴨山)에 배치해 있던 스기 빗추노카미(備中守)를 빼어 사카이로 병력을 집중시켰다. 요시히로의 군세는 5천여 기가 되었다.
11월 29일, 막부군이 일제히 총공격을 개시했다. 오우치 군세는 이에 맞서 망루로부터 화살을 퍼부었다. 간레이 하타케야마 모토쿠니의 군세 2천여 기가 북쪽의 이치노 기도(一の木戸), 니노 기도(二の木戸)를 쳐부수고, 산노 기도(三の木戸)까지 치고 들어와 7백여 명이 죽거나 다치는 격전이 벌어졌다.
하타케야마 군세에 대해 야마나 도키아키의 군세 5백여 기가 치고 들어갔고, 성내에서는 스기 분고 등 5백여 기가 나와 싸웠다. 요시히로도 2백여 기를 거느리고 이에 합류하였다. 이세(伊勢)의 고쿠시(国司) 하타케야마 아키야스(北畠顕泰)의 군세 3백 기가 야마나 군세에 가세하여 아들 미쓰야스(満泰)가 전사할 정도의 격렬한 전투가 벌어졌다.
호소카와, 아카마쓰 군세 5천여 기는 남쪽 방면에서, 롯카쿠(六角), 교고쿠 군세는 동쪽 방면에서 치고 들어갔다. 전투는 밤까지 계속되었고, 수많은 사상자가 발생하였다.

### 반(反)요시미쓰 파의 봉기
그 무렵 요시히로와 동심하고 있던 도키 아키타다가 거병하여 오와리(尾張)로 쳐들어가 미노 국을 침공하였다. 미노 슈고 도키 요리마스(土岐頼益)는 오우치를 치는 진에 나가 있었는데, 곧장 미노로 돌아가서 아키타다를 쳐부수었다.
미야타 도키키요도 요시히로에게 동심하여 단바(丹波)로 쳐들어가서 교토로 침입해 화공을 행했고, 3백여 기로 하치만의 막부군 본진을 목표로 돌진하였다. 도키키요의 군세는 막부군의 진을 차례대로 무찔렀지만 힘이 다해서 퇴각하여야 했다.
교고쿠 히데미쓰는 오미에서 거병하여 교토로의 침공을 도모하였다. 미이데라(三井寺)의 주도(衆徒) 5백 명이 세타(勢多) 다리를 불태우고 이를 기다리고 있었다. 히데미쓰는 부득이하게 모리야마에 진을 치고 대치하였다. 오우치 요시히로를 치는 진에 가담하고 있던 교고쿠 군세 1천여 기가 돌아와 모리야마를 공격하자 히데미쓰는 도키 아키타다와 합류하고자 미노로 향했지만 도중에 쓰치 잇큐(土一揆)의 봉기와 맞닥뜨려 궤주하였고, 히데미쓰는 주종 2기와도 떨어져 행방이 묘연해졌다. 덧붙여, 히데미쓰의 관직이 사에몬노이(左衛門尉)로 당풍으로 금오(金吾)였던 데에서 이 거병만을 금오 소동(金吾騒動)이라고 부르고 있다.
가마쿠라 구보 아시카가 미쓰카네는 1만여 기병을 거느리고 무사시(武蔵) 후추(府中)의 고안사(高安寺)까지 진군하였는데, 간토 간레이 우에스기 노리사다(上杉憲定)의 간언으로 진군을 멈추었다.

### 함락
사카이에서는 막부군의 총격전을 격퇴한 오우치 세력이 의기를 돋우고 있었다. 그러나 막부군은 화공을 계획하고 좌의장(左義長, 폭죽)을 준비해 길을 닦고 12월 21일 이른 아침에 총공격을 개시한다. 막부군은 강풍을 타고 성 안으로 화공을 가했고, 망루를 쓰러뜨리고 격렬하게 치고 들어갔다.
스기 빗추노카미는 그 날이 자신의 인생의 마지막 전투가 될 것이라 각오하고 야마나 미쓰우지(山名満氏)의 진으로 돌격해 장렬하게 전사하였다. 이를 보던 요시히로는 중국의 항우(項羽)를 따라 자신도 후대에 남을 장렬한 최후를 맞으리라 결의하였다. 요시히로는 막부군의 북측의 진으로 쳐들어가서 큰 칼을 휘두르며 분전하였다. 간레이 하타케야마 모토쿠니의 적자인 미쓰이에(満家)의 군세 2백 기가 이에 도전하였고, 요시히로는 좋은 적이라며 불과 30기로 치열하게 싸웠다. 이때 이와미 사람 2백 기가 막부군에 내응해 버렸다. 격노한 요시히로는 이와미 군세에 공격을 가했고, 공포에 질린 이와미 군세는 도망쳐버린다.
요시히로는 거듭 미쓰이에를 죽이려고 싸워 나갔고, 막부군은 이를 에워싸고 공격했다. 요시히로의 군세는 차츰 그 수가 줄어갔고, 모리 민부승(森民部丞) 한 사람만이 남게 되었다. 모리 민부승은 요시히로를 지키며 적진으로 쳐들어가 분전하다 전사하였다. 홀로 남게 된 요시히로는 미쓰이에를 노리고 계속해서 싸웠지만 포위 속에서 마침내 힘이 다해, “천하에 비길 데 없는 명장인 오우치 요시히로 뉴도(入道)가 여기 있다. 나를 죽여서 쇼군에게 가져다 보여라!”라고 큰 목소리로 일갈하고 전사하였다.
남쪽 방면을 굳게 지키고 있던 스기 분고노카미는 요시히로가 전사하였다는 것을 알고 적진으로 돌격해 싸우다 전사하였다. 동쪽을 지키고 있던 히로시게는 이마가와 군세나 잇시키(一色) 군세를 상대로 싸우고 있었는데 병력도 줄어들어 자해하려 했으나 히라이 비젠 뉴도가 말리며 항복을 권했고 히로시게는 이에 따랐다. 그 밖에 다른 오우치 세력들도 무너져 전사하거나 자결, 사카이는 함락되었다.
가마쿠라 구보 아시카가 미쓰카네는 무사시(武蔵) 후추(府中)로부터 시모쓰케(下野)의 아시카가 장(足利荘)까지 진군하였으나, 요시히로가 패하고 전사하였다는 소식을 듣고 가마쿠라로 돌아왔다.

## 전쟁 이후
오에이 7년(1400년) 3월, 가마쿠라 구보 아시카가 미쓰카네는 이즈 미시마 신사(伊豆三島神社)에 원문(願文)을 올리고 「좁은 도량을 품어」 막부에 두 마음을 품은 것을 사죄하였다. 미쓰카네에게 모반을 꾄 이마가와 료슌은 막부로부터 토벌을 명령받았으므로 상경하여 사죄하고 목숨을 건졌다. 다만 도토미・스루가 슈고직은 거두어져서 조카인 이마가와 야스노리(今川泰範)에게 주어졌다. 이후는 료슌은 정치 활동은 나서지 않고, 와카(和歌)、렌카(連歌)에 몰두하였다.
그 뒤 논공행상에서 요시미쓰는 오우치 씨의 분국이던 이즈미・기이・이와미・부젠을 몰수했다. 이즈미는 니키 요시카즈(仁木義員), 기이는 하타케야마 모토쿠니(畠山元国), 이와미는 교고쿠 다카아키라, 스오・나가토는 항복한 히로시게에게 주어졌다. 그러나 스오・나가토의 본거지를 지키고 있던 모리하루는 이를 따르지 않고 저항하였고, 히로시게는 막부의 원군을 얻어 그와 함께 모리하루를 쳐서 내쫓았다. 하지만 오에이 8년(1401년) 모리하루는 규슈에서 재기하여 몇 번의 합전을 벌였고, 히로시게는 사가리야마 성(佐加利山城)에서 멸망당하였다.
모리하루는 거듭 아키(安芸), 이와미까지 세력을 떨쳤다. 막부도 이를 인정하지 않을 수 없게 되어 오에이 12년(1405년) 무렵 모리미에게 스오・나가토의 슈고직을 주고 또한 부젠(豊前)・지쿠젠(筑前)의 슈고까지 더해주어 막부에 귀순하게 하였다. 이리하여 한 번 몰락했던 오우치 씨는 다시금 세력을 회복하게 되었다.

## 오에이키(応永記)
오에이의 난의 내용은 군키모노가타리인 『오에이기』(応永記, 별명 『大内義弘退治記』)에 기록되어 있다. 작자나 성립 연대는 알 수 없으나 난의 종결로부터 얼마 되지 않은 시점에 성립된 것으로 추정되고 있다. 별칭대로 막부(아시카가 요시미쓰)측의 시점에서 기록되어 있지만, 난의 사료로써 신빙성이 높다고 평가받고 있다. 사본으로 『사카이키』(堺記)가 있다.

## 오에이의 난을 다룬 작품
- 후루카와 가오루(古川薰) 작 《화염의 탑 - 소설 오우치 요시히로 -》(炎の塔 小說大內義弘) 문예춘추(文藝春秋), 1980년